# Полонський Данило Геннадійович
Данило Геннадійович Полонський (нар. 14 листопада 2001, Дніпопетровськ, Україна) — український футболіст, атакувальний півзахисникклубу «Пирин» (Благоєвград).

## Життєпис
Народився в Дніпопетровську. У ДЮФЛУ виступав за ДЮСШ-12 (Дніпро), «Інтер» (Дніпро) та «Дніпро-1-Борисфен». У дорослому футболі дебютував 2018 році в складі «Дніпра-1-Борисфена», який виступав в чемпіонаті Дніпропетровської області. На початку серпня 2019 року перейшов до «Дніпра-1». Виступав за юнацьку та молодіжну команду клубу. Вперше до заявки на матч вищого дивізіону українського чемпіонату потрапив 6 грудня 2020 року, на програний (1:3) виїзний поєдинок 12-го туру проти луганської «Зорі», але просидів усі 90 хвилин на лаві запасних. На початку січня 2021 року вільним агентом залишив «Дніпро-1».
6 серпня 2021 року підписав контракт з «Кривбасом». У футболці криворізького клубу дебютував 16 жовтня 2021 року в переможному (3:0) домашньому поєдинку 14-го туру Першої ліги України проти «Краматорська». Данило вийшов на поле на 82-ій хвилині, замінивши Вагнера Гонсалвіша.